# Стукалівська сільська рада
Стукалівська сільська рада — колишній орган місцевого самоврядування у Гребінківському районі Полтавської області з центром у селі Стукалівка.

## Населені пункти
Сільраді були підпорядковані населені пункти:
- c. Стукалівка
- с. Михайлівка